# Carrie Chapman Catt

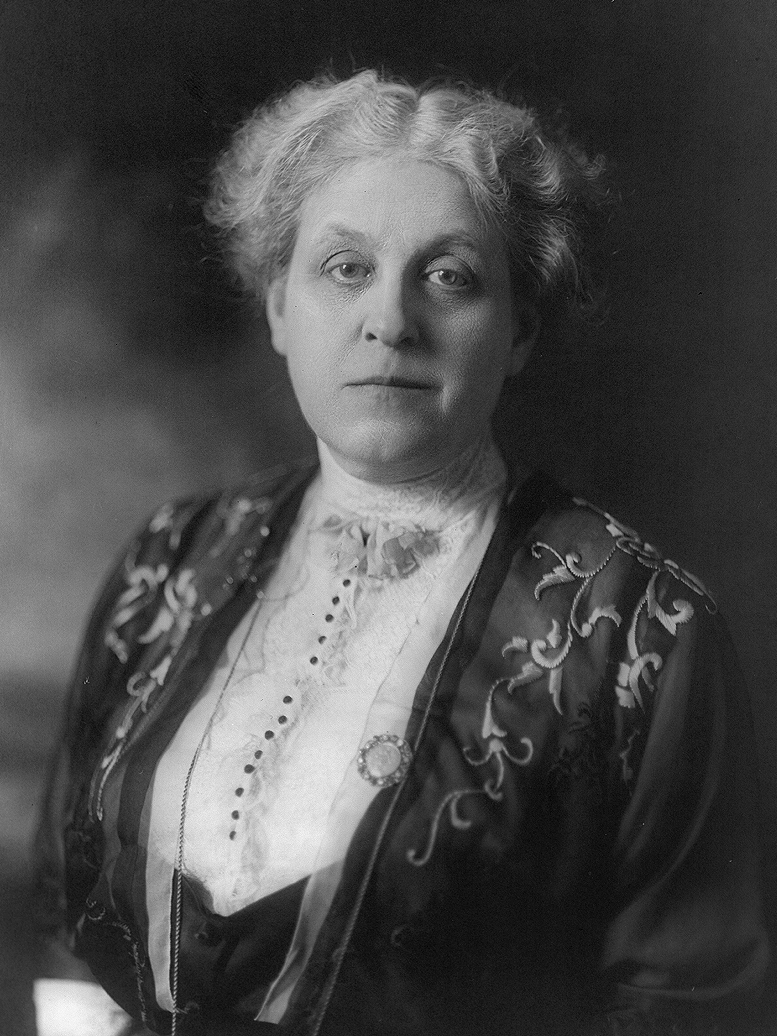
Carrie Chapman Catt

Carrie Chapman Catt (Ripon (Wisconsin), 9 januari 1859 - New Rochelle, 9 maart 1947), geboren Carrie Clinton Lane, was een Amerikaanse kiesrechtstrijdster. Zij voerde campagne voor het Negentiende Amendement, waarmee Amerikaanse vrouwen in 1920 het stemrecht kregen. Ze was voorzitter van de National American Woman Suffrage Association en de oprichtster van de League of women Voters en de International Alliance of Women. Zij ging om met Aletta Jacobs, met wie ze bijvoorbeeld Shanghai bezocht.

## Jeugd en opleiding
Catts ouders waren Maria Louisa Clinton en Lucius Lane. Als kind was ze geïnteresseerd in wetenschap en wilde ze een dokter worden. Na haar middelbareschooldiploma te hebben behaald schreef ze zich in 1877 in bij de Iowa State University, toen nog Iowa State Agricultural College. Haar vader was er eerst geen voorstander van dat Catt ging studeren, maar liet haar later toch gaan. Wel betaalde hij slechts een deel van de kosten, waardoor Catt diverse baantjes had zoals afwasser, medewerker in de schoolbibliotheek en lerares op plattelandsscholen. Tijdens haar studie werd Catt lid van een studentenorganisatie, de Crescent Literary Society, die de leervaardigheden en het zelfvertrouwen van leerlingen poogde te bevorderen. Alleen mannen mochten spreken tijdens de bijeenkomsten van de Society, maar Catt deed toch mee aan een debat. Dit zorgde voor een discussie over deelname door vrouwen in de Society, en uiteindelijk mochten ook vrouwen spreken tijdens bijeenkomsten. Hiernaast was ze lid van de Iowa-afdeling van de vrouwenstudentenvereniging Pi Beta Phi, richtte ze een debatclub voor vrouwen op en sprak ze zich uit voor deelname van vrouwen in militaire oefeningen.
Catt studeerde af in 1880 met als graad Bachelor of Science, als beste van haar klas en als enige vrouw. Na haar afstuderen werkte ze als wetsambtenaar, leraar en vervolgens opzichter van scholen in Mason City (Iowa) in 1885, waarmee ze de eerste vrouwelijke opzichter van het district was. Ondertussen raakte ze steeds meer betrokken bij de strijd om vrouwenkiesrecht.
In 1885 trouwde Catt met Leo Chapman, de redacteur van een krant. Hij stierf echter een jaar later. Ze woonde toen in San Francisco, waar ze de eerste vrouwelijke verslaggever was. In 1890 trouwde ze met de rijke ingenieur en mede-Iowa State student George Catt. Hij moedigde haar aan om zich met het vrouwenkiesrecht bezig te houden en stond toe dat ze jaarlijks een groot deel van haar tijd elders doorbracht om campagne te voeren voor het kiesrecht. Hij zou in 1905 overlijden.

## Rol bij de strijd om vrouwenkiesrecht

### National American Woman Suffrage Association
In 1887 keerde Catt terug naar Charles City, de stad in Iowa waar ze was opgegroeid. Hier raakte ze betrokken bij de Iowa Woman Suffrage Association. Van 1890 tot 1892 was ze de organisator en secretaris binnen de vereniging. Ondertussen ging ze ook op nationaal niveau werken, namelijk voor de National American Suffrage Association (NAWSA), waarvoor ze ook een spreker was bij de conventie die in 1890 door de organisatie werd gehouden in Washington D.C.. In 1892 werd ze door Susan B. Anthony gevraagd om het Congres toe te spreken over het amendement dat vrouwen stemrecht moest geven. Catt volgde Anthony op als voorzitter van de NAWSA van 1900 tot 1904 en had een tweede termijn van 1915 tot 1920. Ze beëindigde haar eerste termijn om voor haar zieke echtgenoot te zorgen. Tijdens haar tweede termijn wist ze de organisatie te vergroten en veel geld op te halen. Tijdens een NAWSA-conventie in Atlantic City (New Jersey) in 1916 onthulde Catt haar 'Winning Plan'. Haar doelen bij dit plan waren het behalen van stemrecht op zowel staats- als federaal niveau en om in de staten die dit niet wilden een compromis te sluiten voor gedeeltelijk stemrecht. De NAWSA kreeg de steun van het Huis van Afgevaardigden en de Senaat en staatssupport voor het ratificeren van het amendement. Tot 1917 hadden alleen westelijke staten ingestemd met het kiesrecht voor vrouwen, dus werden de inspanningen gericht op het behalen van succes in een oostelijke staat. Dit lukte toen New York het stemrecht voor vrouwen invoerde. In datzelfde jaar gingen de Verenigde Staten deelnemen aan de Eerste Wereldoorlog, en steunde Catt de war effort. Dit zorgde ervoor dat men de kiesrechtstrijdsters als patriotten ging zien. In 1918 kreeg de beweging de steun van president Woodrow Wilson. Op 26 augustus 1920 werd vervolgens het Negentiende Amendement ingevoerd en kregen alle Amerikaanse vrouwen het stemrecht. Na deze overwinning verliet Catt de NAWSA, maar bleef ze zich inzetten voor vrouwenkiesrecht, bijvoorbeeld door in 1920 de League of Women Voters op te richten die vrouwen moest aanmoedigen om hun nieuwe recht te gebruiken. De rest van haar leven bleef ze honorair voorzitter van deze League. Ook stelde ze zich in de jaren 20 kandidaat voor het presidentschap voor de Commonwealth Land Party, een partij gericht op belastinghervormingen. In 1923 publiceerde ze samen met Nettie Rogers Shuler Woman Suffrage and Politics: The Inner Story of the Suffrage Movement. Gedurende haar werkzame jaren bij de NAWSA had Catt de leiding over tientallen campagnes, mobiliseerde ze grote aantallen vrijwilligers en hield ze honderden speeches.
In haar pogingen om het vrouwenkiesrecht te verkrijgen beriep Catt zich nog weleens op vooroordelen tegenover andere bevolkingsgroepen. Zo sprak ze er schande van dat vrouwen niet mochten stemmen terwijl de Sioux (die ze 'wilden' noemde) wel vergelijkbare rechten kregen en vond ze dat het stemrecht van onopgeleide immigranten ingetrokken zou moeten worden. Ook zei ze: "White supremacy will be strengthened, not weakened, by women's suffrage." Dergelijke uitspraken leiden vandaag de dag tot enige controverse, zoals over het feit dat er aan de Iowa State University een gebouw (Catt Hall) naar haar is vernoemd.

### Internationale vrouwenkiesrechtbeweging
Catt was ook actief binnen de internationale beweging voor vrouwenkiesrecht. Ze hielp bijvoorbeeld bij het oprichten van de International Woman Suffrage Alliance (IWSA) in 1902, waar uiteindelijk uit 32 landen andere verenigingen onder vielen. Van 1904 tot 1923 was ze de voorzitter van deze vereniging. Deze vereniging was een andere manier waarop ze na het behalen van kiesrecht in Amerika actief bleef binnen de vereniging. De IWSA bestaat vandaag de dag nog steeds als de International Alliance of Women.

## Activiteiten tijdens de Wereldoorlogen

Juniper Ledge, huis van Catt

Aan het begin van de Eerste Wereldoorlog werden Catt en medesuffragist Jane Addams gevraagd om een vredesorganisatie te leiden. Catt aarzelde om zich bij de vredesbeweging te voegen omdat ze meende dat het iets was waar vrouwen en mannen bij zouden moeten samenwerken. Ook wilde ze de organisatie niet leiden omdat ze dacht dat een dergelijke nationaal georiënteerde positie haar internationale kiesrechtwerk zou schaden. Uiteindelijk kwam de NAWSA tot de conclusie dat ze de overheid zouden helpen door vrouwen te helpen de banen over te nemen en door het Rode Kruis te helpen. De NAWSA liet weten dat kiesrecht hun grootste prioriteit zou blijven. Catt staakte haar werkzaamheden binnen de vredesbeweging vrij snel om zich volledig te kunnen focussen op het kiesrecht, wat tot spanning tussen haar en andere activisten leidde.
Na de invoering van het Negentiende Amendement in 1920 sloot Catt zich wederom aan bij de vredesbeweging. Ze richtte samen met enkele anderen een eigen organisatie op, het National Committee on the Cause and Cure of War (NCCCW). De 'causes of war' werden door het comité verdeeld in psychologisch, economisch, politiek en sociaal en contributief. Het comité had als standpunt dat het de taak van vrouwen was om oorlogen te beëindigen omdat vrouwen moreel dapper zouden zijn waar mannen vooral fysiek dapper waren. Alhoewel het comité geloofde in gelijkheid voor vrouwen behoorde dit verder niet tot hun speerpunten. Tijdens de Tweede Wereldoorlog verliet Catt het comité omdat ze niet vond dat het zich had ontwikkeld op de manier die ze voor ogen had; het was vooral educatief maar deed verder weinig voor de leden.
Gedurende de jaren 20 en 30 was Catt actief bij anti-oorlogsorganisaties. Van 1919 tot 1928 woonde ze in de Juniper Ledge (tegenwoordig het Carrie Chapman Catt House) in Westchester County, New York. Daarna verhuisde ze naar New Rochelle, New York waar ze de rest van haar leven zou blijven wonen.
In 1933 richtte Catt het Protest Committee of Non-Jewish Women Against the Persecution of Jews in Germany op in reactie op de opkomst van Adolf Hitler. Het protestcomité stuurde dat jaar een brief naar Hitler die werd ondertekend door 9000 niet-Joodse Amerikaanse vrouwen, waarin geweld en wetten tegen Duitse Joden werden gehekeld. Catt zette druk op de Amerikaanse regering om immigratiewetten te versoepelen zodat Joden makkelijker in de Verenigde Staten onderdak zouden kunnen vinden. Hierdoor kreeg ze als eerste vrouw de American Hebrew Medal.
Het laatste evenement waar ze bij betrokken was het Women's Centennial Congress in New York in 1940, dit was een viering van de vrouwenbeweging in de Verenigde Staten.

## Dood en erkenning

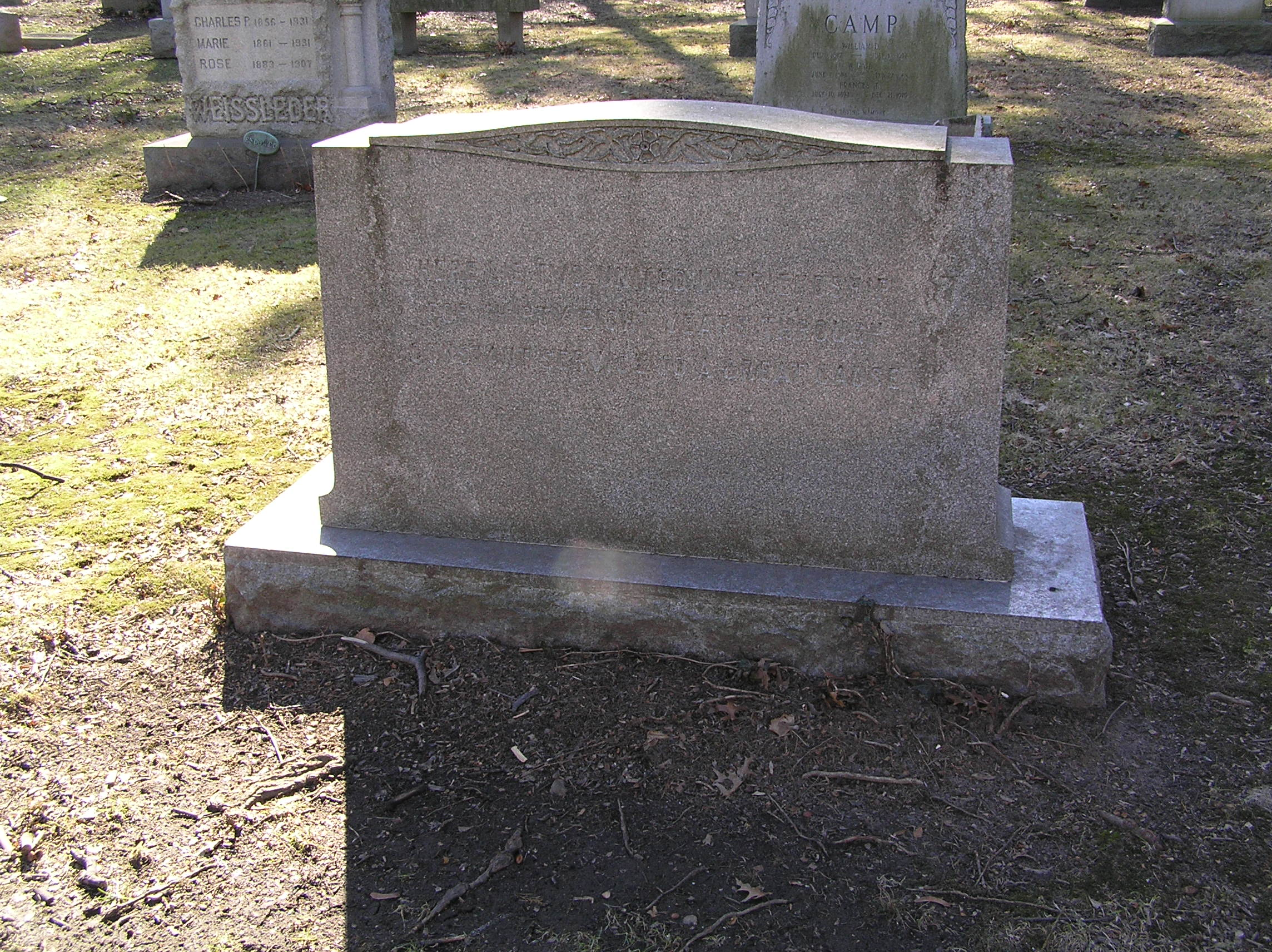
Graf van Carrie Chapman Catt op Woodlawn Cemetery

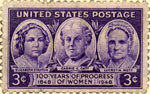
Postzegel getiteld 100 Years of Progress of Women: 1848–1948 (Elizabeth Cady Stanton links, Carrie Chapman Catt in het midden en Lucretia Mott rechts.)

Op 9 maart 1947 overleed Catt aan een hartaanval in haar huis. Ze werd begraven op Woodlawn Cemetery in New York, naast mede-kiesrechtstrijdster Mary Garret Hay waarmee ze meer dan 20 jaar samenwoonde.
Zowel tijdens als na haar leven ontving Catt veel erkenning. In 1926 stond ze op de cover van Time magazine en in 1930 ontving ze de Pictorial Review Award voor haar internationale werk voor ontwapening. In 1941 kreeg ze in het Witte Huis de Chi Omega-award van Eleanor Roosevelt, met wie ze goed bevriend was. In 1948 werd een postzegel uitgebracht ter herinnering van het 100-jarig jubileum van de Seneca Falls Conventie waar Catt stond afgebeeld met kiesrechtstrijdsters Elizabeth Cady Stanton en Lucretia Mott. In 1975 werd Catt als eerste opgenomen in de Iowa Women's Hall of Fame en in 1982 werd ze opgenomen in de National Women's Hall of Fame. In 1992 werd ze door de Iowa Centennial Memorial Foundation een van de tien belangrijkste vrouwen van de eeuw genoemd en in datzelfde jaar richtte de Iowa State University het Carrie Chapman Catt Center for Women and Politics in. In 1995 werd een oud gebouw van de universiteit gerenoveerd en omgedoopt tot de Carrie Chapman Catt Hall. In 2016 werd in het Centennial Park in Nashville een monument opgericht waarop onder anderen Catt staat afgebeeld.

## Privéleven
Alhoewel Catt twee keer getrouwd was, woonde ze niet fulltime bij haar echtgenoten. Na de dood van haar tweede echtgenoot, George Catt, woonde ze samen met Mary Garrett Hay. Er wordt gedacht dat Catt en Hay een relatie hadden, en Catt wilde naast haar begraven worden in plaats van naast een van haar echtgenoten. Na de dood van Hay in 1928 kwam Alda Wilson bij Catt wonen en bleef haar secretaresse tot aan Catts dood. Wilson schonk na Catts dood een collectie foto's en memorabilia aan het Bryn Mawr College.

## In de media
- Winter Wheat, een musical uit 2014 over het 19e amendement in Tennessee, waar Catt en Hay beiden een rol speelden[32]
- Iron Jawed Angelseen film uit 2004 over kiesrechtstrijdsters waarin Catt werd gespeeld door Anjelica Huston